# Hyolitha
Hyolitha e група изкопаеми морски безгръбначни животни класифицирани като клас мекотели и дори отделен тип. Известни са с вкаменелости от ранен камбрий до перм. Използват се като ръководна вкаменелост за камбрийски отлагания. Представителите са притежавали конична или пирамидална раковина, в която са били поместени вътрешните органи. Раковината е с размери от 1 mm до 15 cm като повърхността и е прорязана от пръстени или гребени. В предния край се е затваряла с оперкулум.